# Jean de la Balue
Pour les articles homonymes, voir Balue.
Jean de la Balue, né en 1421 à Angles-sur-l'Anglin et mort en octobre 1491 à Ripatransone (Italie) à l'âge de 70 ans, est un cardinal connu pour avoir été accusé de trahison et longtemps emprisonné par Louis XI.

## Biographie
Il était le fils de Thomassin Balue « Châtelain procureur et receveur de la Baronnie d'Angles ». C'est en ville basse d'Angles-sur-l'Anglin que naquit en 1421 Jean de la Balue, non loin de la chapelle Sainte-Croix, dans la maison paternelle.

### Une carrière fulgurante
Il suit des études à l'université d'Angers dont il est licencié en droit vers 1457. Il est ordonné prêtre à Poitiers. Protégé de Jacques Jouvenel des Ursins, évêque de Poitiers et patriarche d'Antioche, il est son exécuteur testamentaire en 1457.
Il est nommé chanoine de Saint-Maurille en 1461 et vicaire général par Jean II de Beauvau, évêque d'Angers. En 1462, il l'accompagne à Rome et il est nommé protonotaire apostolique. Prébendé de Sainte-Marguerite d'Angers le 1er septembre 1462, il entre en conflit avec le chapitre et s'en va à Paris défendre sa cause, où il rencontre Charles de Melun qui l'introduit auprès de Louis XI. Le roi de France le nomme son secrétaire et aumônier. En 1464, le roi le nomme conseiller au Parlement et conseiller d'État. Il devient intendant des finances et secrétaire d'État.

### Évêque d'Évreux puis d'Angers

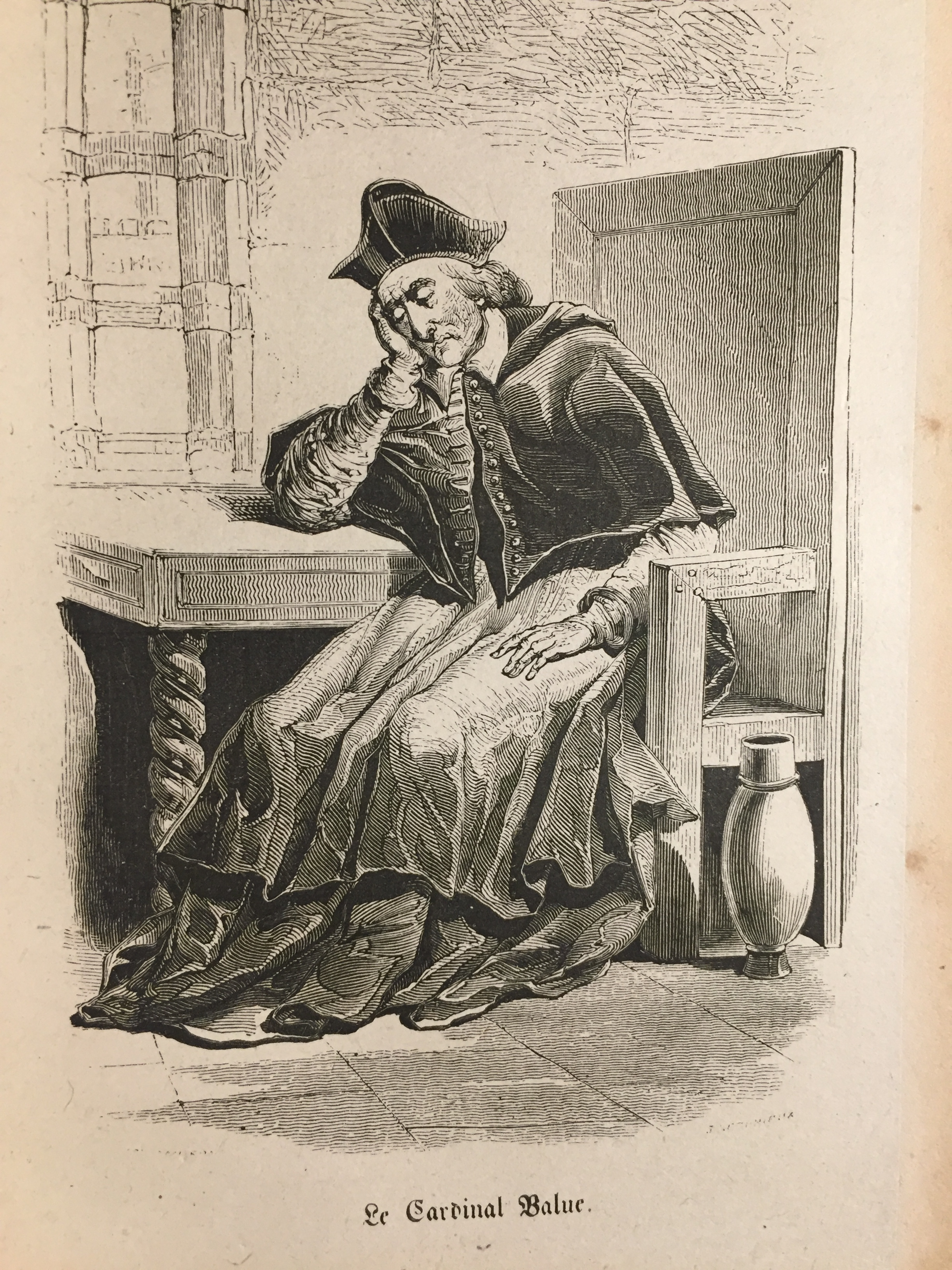
Cardinal Balue, illustration Histoire des ducs de Bourgogne

Il fut un personnage très influent auprès de Louis XI. Nommé évêque d'Évreux par le roi de France le 4 février 1465, il est confirmé par le pape le 20 mai. Il est consacré le 4 août 1465 à la cathédrale Notre-Dame de Paris par Guillaume Chartier, évêque de Paris et prend possession de son siège le 22 août suivant.
Il laisse l'évêché d'Évreux à son frère Antoine Balue et il est transféré le 5 juin 1467 à l'évêché d'Angers. Il en prend possession le 11 février 1468 en remplacement de l'évêque de Beauvau qu'il accuse de faux et qui a été déposé par l'archevêque de Tours en 1465 et par le pape en 1467.
Il est nommé abbé commendataire de Saint-Jean d'Angély en 1465 et de Saint-Éloi, Saint-Thierry, du Bec-Hellouin, de Saint-Ouen de Rouen en 1463.
Le roi donne requête en 1465 et 1466 à sa promotion au cardinalat.

### Le cardinalat
Le pape le fit cardinal en son absence lors du consistoire du 18 septembre 1467. Il reçoit le titre de Sainte-Susanne le 13 mai 1468 et son chapeau rouge par le cardinal Alain de Coëtivy.

### Déchéance

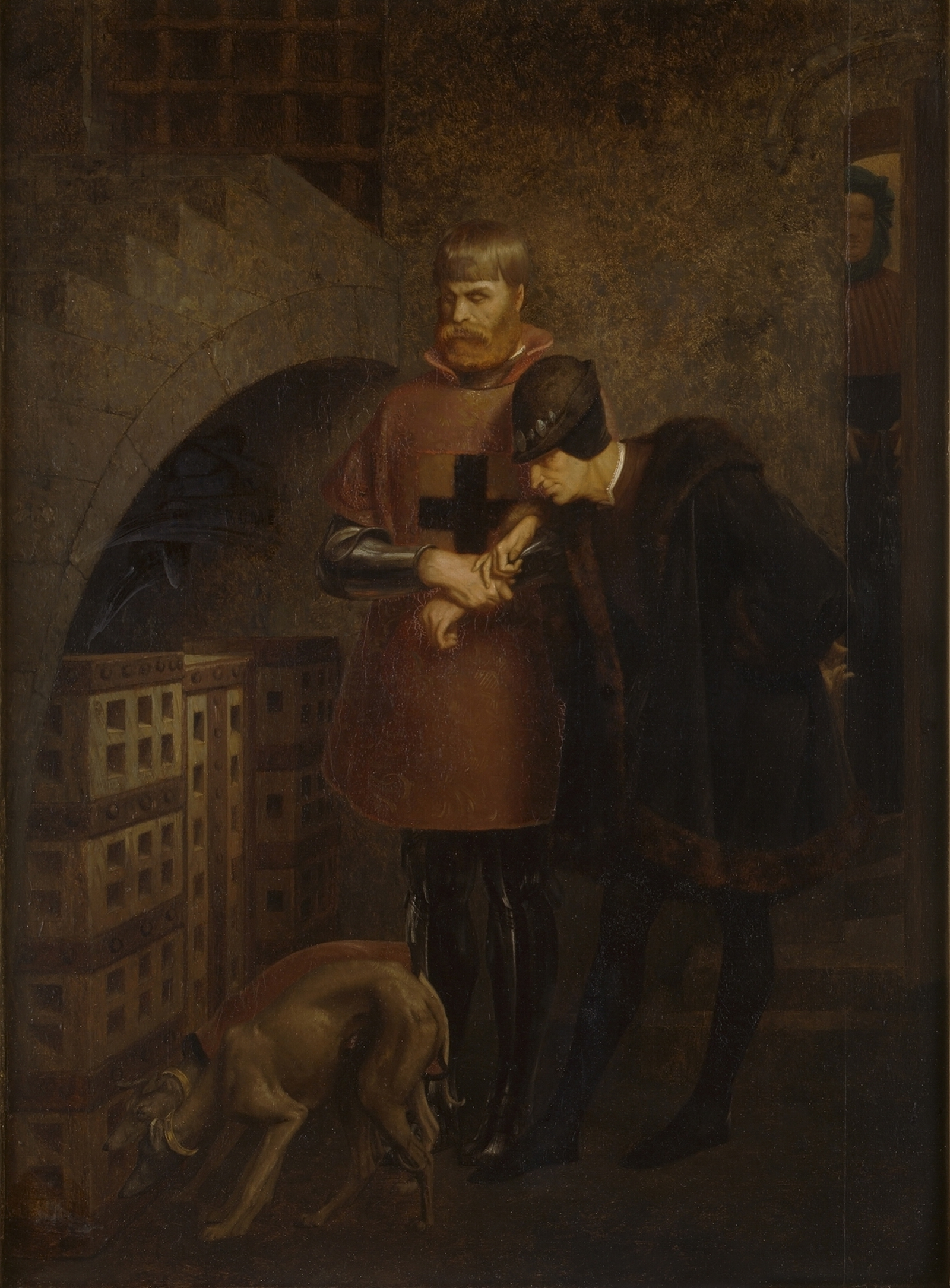
Jean-Léon Gérôme, Louis XI visitant le cardinal La Balue en prison, 1883, peinture d'histoire présentant une vision romancée des « Fillettes du roi », devenues légendaires.

Les intrigues de Jean de la Balue causent la décapitation de Charles de Melun au Petit-Andely en 1468 sur ordre de Louis XI. Mais la même année, conseiller du même lors de son entrevue avec Charles le Téméraire, il perd la confiance du roi et est accusé de trahison après l'interception de lettres compromettantes. Arrêté à Amboise et enfermé au château de Tours puis au château d'Onzain près de Blois, condamné et dépossédé, il sera emprisonné à Loches où il restera enchaîné pendant onze ans. Il appellera ses chaînes les « fillettes du roi »,.
Pendant son emprisonnement, le diocèse d'Angers est administré par Jean II de Beauvau de 1476 à 1479, puis par Auger de Brie de 1479 à 1490.
L'intervention du pape en sa faveur le sauve de l'exécution. Le cardinal Johannes Bessarion, légat en France, demande en vain sa libération en 1472. Ce n'est qu'en décembre 1480 que le cardinal légat Giuliano della Rovere (futur pape sous le nom de Jules II) obtient sa liberté à condition qu'il quitte la France,.
Il ne participe pas au conclave de 1471 qui voit l'élection de Sixte IV. Il devient le 31 janvier 1483 cardinal d'Albano.

### Retour en grâce et fin de carrière
Nommé légat le 8 octobre 1483 devant le roi de France Charles VIII, il est reçu dans une somptueuse réception le 24 juillet 1484 à Angers. Il ne participe pas au conclave de 1484 qui élit Innocent VIII.
Nommé évêque d'Autun le 13 octobre 1484, il résigne en avril 1490. Il devient cardinal-évêque d'Ostia e Velletri le 12 septembre 1486. Il est nommé protecteur de l'ordre de Saint-Jean de Jérusalem et gardien du prince Zizim, frère du sultan de Turquie Bayézid II.
Cardinal-évêque de Palestrina le 14 mars 1491, il est nommé légat dans les Marches d'Ancône en août 1491.
Il meurt le 5 octobre 1491 à Ripatransone. Son corps est transféré à Rome le 18 octobre 1491 et déposé dans l'église Sainte-Praxède puis enterré dans la chapelle de tous les saints de cette même église. Comme il n'avait pas fait de testament, ses biens, évalués à 100 000 ducats, représentant une fortune considérable, furent à sa mort remis au pape.

## Sources
- Balue, Jean, Article de l'Encyclopædia Britannica. 2005. Encyclopædia Britannica Premium Service
- Jean-Pierre Soisson. Charles le Téméraire.
- Procès politiques au temps de Louis XI. Le cardinal Balue. Lèse-majesté en débat, édition critique par Joël BLANCHARD et Pierre-Anne FORCADET, avec la collaboration d’Axel DEGOY, Genève, Droz, Travaux d’Humanisme et Renaissance, 2022  (ISBN 978-2-600-06423-1).